# 1696年7月14日の海戦
1696年7月14日の海戦（Action of 14 July 1696）は、ウィリアム王戦争末期にフランスとイングランドの間で、ファンディ湾（現在のニューブランズウィック州セントジョン）で行われた海戦である。イングランドの軍艦はボストンから派遣されており、フランスの士官ピエール・ル・モイン・ディベルヴィユによる、ケベックから、セントジョン川に面したアカディアの首都フォート・ナシュワク（現在のニューブランズウィック州フレデリクトン）への物資の運搬を阻止するのが狙いだった。フランスの軍艦エンヴューとプロフォンがはイングランドのフリゲート艦ニューポート（24門）を拿捕した。一方イングランドのフリゲート艦ソーリングス（34門）と北アメリカ植民地の補給艦は難を逃れた。

## 概要

### 戦闘に至るまで

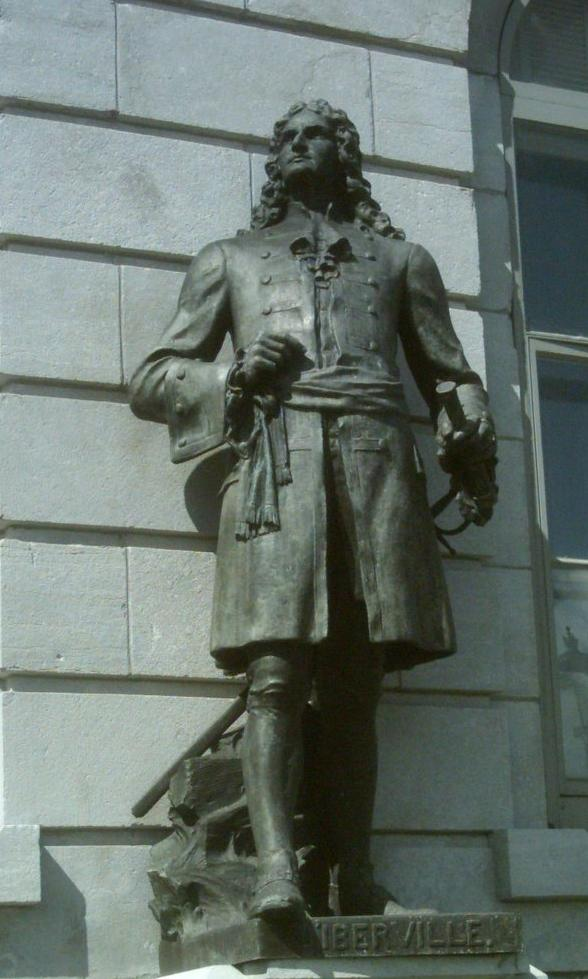
ピエール・ル・モイン・ディベルヴィユ像（ケベック州議事堂）

1696年、ウィリアム王戦争は7年目に入っていた。ディベルヴィユはペマキッド（現在のメイン州に立つニューイングランドの砦）の包囲戦に向かうため、シャラント＝マリティムのロシュフォールからケベックシティまでを航行し、ケベックシティで、80人の部隊と民兵を乗艦させた。それからルイブール、ケープ・ブレトン島に向かい、ミクマク族の兵を30人乗せて、セントジョン川へと出帆した。

### 戦闘
7月14日、セントジョン川から5リーグ（15マイル、24キロ）の地点で、ディベルヴィユは霧の中に錨をおろした。2時になって霧が晴れ始め、フランスの軍艦から、風上にイングランドの船が3隻、セントジョンズ川方向に一直線に並んでいるのが見えた。双方の距離が1リーグ（2.8キロ）にまで縮まった時、イングランド艦はフランスの軍艦に気づき、フランス艦隊の方に迫って来た 。 
フランス艦「プロフォン」の艦長であるサイモン＝ピエール・ドゥニ・ド・ボナヴァンテュールは、戦闘向きなこの艦の本質を封じ、港をマスケット銃の銃撃が終わるまで港を閉鎖した。2隻のイングランド艦がフランス艦を砲撃した。ボナヴァンテュールは、港を開放し、イングランド艦を風上にやったところ、火力で劣るイングランド艦が、逃走しようとしているのに気づいた。プロフォンは風をとらえようとし、エンヴューのディベルヴィユは、暴風と戦いつつプロフォンを追った 。
ディベルヴィユは、パクセンが指揮を執っていたイングランドのフリゲート艦ニューポートを砲撃し、帆柱を倒した。この拿捕船は後方に崩れ、もう少しでエンヴューの船首にぶつかって、提督旗を落とすところだった。ディベルヴィユは、ボナヴァンテュールに、ニューポートに兵を乗せるように命じた。ボナヴァンテュールは、このイングランド艦を、フランス艦隊の一員とすべく、セントジョン川へ移動させたが、座礁してしまい、ニューポートは危うく岩場で壊れそうになった。
エンヴューのディベルヴィユは、イームズが指揮する、より大きなイングランド艦であるソーリングスを追い続けた。フランス艦からの砲弾は、ソーリングスの向こうに逸れたが、夜の闇と霧とが、3時間続いたこの戦いの幕を下ろした。イングランド艦ソーリングスは逃走した。

### ペマキッドの戦いへ

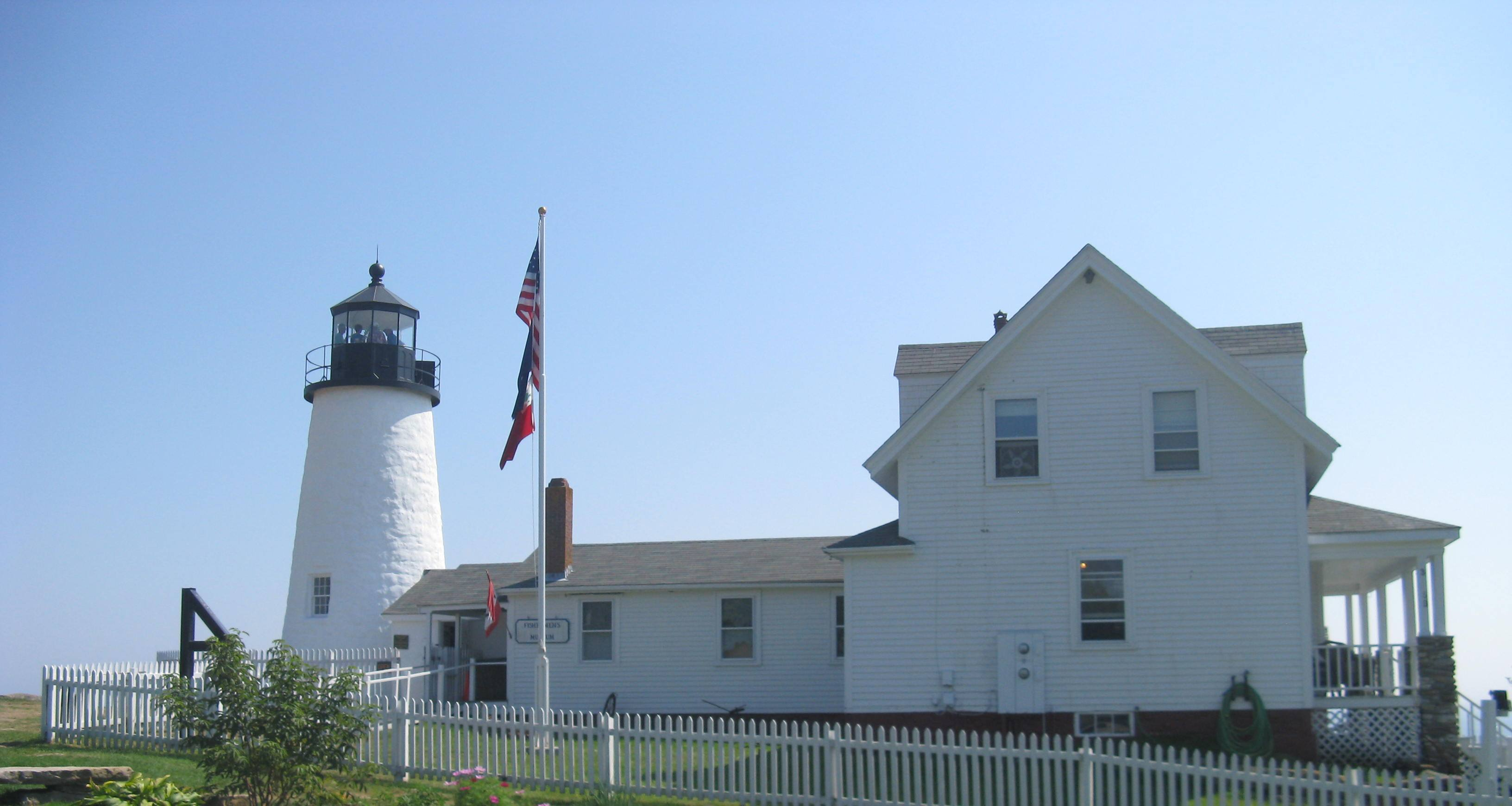
メイン州ペマキッドに立つ灯台（2010年撮影）

戦闘の翌日の1696年7月15日、ディベルヴィユはセントジョン港に入った。アカディアの首都、フォート・ナシュワクへの荷を下ろした後、8月2日に50人のミクマク族と、シモン神父を乗船させて、ペネブスコット（現在のメイン州キャスティン）に向けて出発した。ディベルヴィユはセントジョンで修理されたニューポートを、新たにフランス艦隊に加えた。8月7日、ペネブスコットに着いた艦隊をヴィリュー、モンティニと25人のインディアン、テュリ神父、ジャン＝ヴァンサン・ダバディ・ド・サン＝キャスタンと300人のインディアンが出迎え、8月14日、ディベルヴィユは彼らをすべて連れて、ペマキッドの戦いに臨んだ。

### 一次出典
- 情報を提供したボードウィンは、フランス艦には負傷者は一人もおらず、インディアン兵がよく働いていたと述べている。